# Albert Kusnets
Albert Eduard Kusnets (Suure-Kambja, 25 agosto 1902 – Verchnjaja Tojma, 1942) è stato un lottatore e allenatore di lotta estone, specializzato nella lotta greco-romana.

## Biografia
Rappresentò l'Estonia ai Giochi olimpici estivi di Parigi 1924 e Amsterdam 1928, piazzandosi rispettivamente al quarto e al terzo posto.
Vinse la medaglia di bronzo del 1928, nonostante si fosse rotto una gamba quello stesso anno e non avesse gareggiato fino alle Olimpiadi. Ottenne tre medaglie ai campionati europei del 1927-1933.
Non poté partecipare di Giochi olimpici di Los Angeles 1932, perché l'Estonia non poté economicamente permettersi di inviare una squadra a Los Angeles durante la Grande depressione.
Dopo essersi ritirato nel 1933, lavorò come allenatore di lotta libera e preparò il campione olimpico Kristjan Palusalu.
Nel 1941 fu inviato in un campo di lavoro russo nell'Oblast' di Arcangelo, dove morì di fame l'inverno successivo.

## Palmarès

### Olimpiadi
- 1 medaglia:
  - 1 bronzo (Amsterdam 1928 nei pesi medi)

### Europei
- 3 medaglie:
  - 2 argenti (Budapest 1927 nei pesi medi; Praga 1931 nei pesi medi)
  - 1 bronzo (Helsinki 1933 nei pesi medi)